# 愛迪生氏病
愛迪生氏病（英語：Addison’s disease），又譯艾迪森氏病，又稱原發性腎上腺機能不全（英語：primary adrenal insufficiency）、皮質醇過低、低皮質醇症（英語：hypocortisolism），是一種長期性內分泌疾病，因人體腎上腺無法製造足夠的類固醇激素而致病。通常病情進展並不快，可能的病徵有腹痛、虛弱感及體重下降，身體某些部位的皮膚顏色變得暗沉等。患者可能會因受傷、手術或感染等狀況帶來的壓力誘發腎上腺危象，導致休克、嘔吐、下背痛及昏迷。
此症肇因於腎上腺無法產生足夠的類固醇激素皮質醇和醛固酮；在已開發國家中主要病因爲罹患自體免疫性疾病，而在開發中國家則多由罹患結核病引起。其他的病因為使用特定藥物、罹患敗血症和兩側腎上腺內出血等。次發性腎上腺功能不足是因腦下垂體製造的促腎上腺皮質激素或下視丘製造的促腎上腺皮質激素釋放激素不足。儘管有其差異，但腎上腺危象是可能發生在所有類型的腎上腺功能不足的。此症須基於血液檢查、尿液分析和醫學影像的結果來確診。
治療方法為補充缺乏的激素，意即服用皮質類固醇如皮質醇和氟氫可的松，前述藥物通常以口服為主。患者需要注意終身且持續性地補充類固醇，定期追蹤並監測其他健康問題；有些患者可能需要採用高鹽飲食。若患者的症狀惡化，會建議從靜脈注射皮質類固醇激素，且患者應隨身攜帶備用針劑。患者通常需要靜脈注射大量的點滴注射液和葡萄糖；若不接受治療，出現腎上腺危象則可能致命。
在已開發國家中，每一萬人中約有 0.9 到 1.4 人罹患此症（意即“原發性”腎上腺功能不全），患者主要為中年女性。次發性腎上腺功能不全則相對普遍。接受長期治療的患者效果通常都很好。此症命名由來是畢業於爱丁堡大学医学院的托马斯·艾迪生醫生，他正是最早在 1855 年留下此症記敘的人。此外，形容詞 “addisonian” 也用於描述愛迪生氏病的症狀，和泛指愛迪生氏病患者。

## 症狀
愛迪生氏病的症狀微小不易診斷，常見症狀包含疲倦、直立時頭暈、頭痛、肌肉無力、站立困難、發燒、體重減輕、焦躁、頭暈嘔吐、腹瀉、多汗、人格/情緒變化、關節及肌肉疼痛。部分病患會因為尿液排泄過多鈉而追求重鹹飲食。色素沉積的現象增加。

### 臨床症狀
檢測結果如下：
- 姿位性低血壓
- 大多數第一級愛迪生氏病的患者有皮膚曬黑〈色素沉積〉的現像，即便是不常曝曬處亦有深化的可能：如手掌皺摺、乳頭、口腔頰側等，同時疤痕亦會顏色加深。但是此現像在第二及第四級愛迪生氏病患者並不常見。
- 第一型糖尿病、自體性甲狀腺病變〈如橋本氏甲狀腺炎、甲狀腺腫〉及白斑病時常伴隨著愛迪生氏病發生，因此任何前述疾病的症狀皆有可能出現在檢測結果中。
  - 愛迪生氏病患者若同時患有橋本氏甲狀腺炎，則另稱為施密特症候群。

### 愛迪生氏危症
腎上腺嚴重失調時發生，可能肇因於：長期未診斷出的愛迪生氏病、腎上腺出血、或是既有患病者遭逢感染或創傷。屬醫療危急情形，若缺乏即時治療將威脅患者性命。
症狀包含：
- 腿部或腰部刺穿性疼痛
- 劇烈嘔吐及腹瀉，導致病患脫水
- 嗜睡、昏迷
- 精神錯亂、口齒不清
- 低血糖症
- 低血壓
- 低血鈉症
- 高血鉀症、高血鈣症
- 發燒繼而體溫降低
- 低血容積休克
- 腎臟衰竭
- 死亡

## 病因
腎上腺機能不足可以依據影響該器官的方法而作出區分，最終皆導致腎上腺無法分泌足夠的皮質醇。包含：腎上腺發育不全、類固醇分泌功能不全、及腎上腺受損。引發愛迪生氏病的疾病包括自體免疫系統障礙、結核病、HIV(人類免疫缺陷病毒)等，其中自體免疫系統障礙佔已開發國家中的絕大部分，稱為AAD(autoimmune Addison’s disease)。受到基因或環境因子的影響，腎上腺皮質會逐漸地被破壞，取而代之的則是纖維組織，即便腎上腺皮質細胞不斷地流失，AAD也會長期維持在無症狀的情況，直到90%以上的細胞被破壞才會產生明顯的症狀，無症狀的情況可以維持數月甚至數年。當腎上腺皮質受到病毒感染，會進而導致可以識別自身抗體21-hydroxylase(21OH)的CD4+T細胞、CD8+T細胞及B細胞釋放穿孔素與顆粒酶等方式破壞腎上腺皮質細胞，導致腎上腺皮質失能，無法分泌足量的糖皮質素(glucocorticoids)以及鹽皮質素(mineralocorticoids)，分別使皮質醇(cortisol)和醛固酮(aldosterone)分泌不足，其中，鹽皮質素濃度降低會增加高鉀血症(hyperkalemia)的風險。

## 腎上腺發育不全

糖皮質素的負回饋機制

## 診斷
- 高血鈣
- 低血糖，孩童尤其危險，因為失去了糖皮質激素的生糖作用
- 低血鈉症，除了因為沒有足夠的皮質醇導致腎臟無法排出淨水，也因為釋皮質促素（英语：Corticotropin-releasing hormone）會刺激抗利尿激素分泌增強水分再吸收。低血鈉症甚至會發生在〈因腦垂體疾病引起的〉第二型腎上腺機能不足，要注意的是愛迪生氏病發生的低血鈉症，其主因並不是因為醛固酮的缺乏。
- 高鉀血症，肇因於醛固酮分泌不足
- 嗜酸性白血球及淋巴球增多
- 代謝性酸中毒（英语：Metabolic acidosis），肇因於醛固酮分泌不足；因為在遠曲小管，鈉的再吸收會透過對氫離子(酸性)的交換而達成，缺少了醛固酮，缺少了對鈉的再吸收作用，不僅放任血鈉流失，也同時導致氫離子滯留體內無法透過尿液排出。